# Богданова, Наталия Николаевна
Наталия Николаевна Богданова (1931—2015) — советский и российский скульптор-керамист, специалистка в области декоративно-прикладного искусства. Член-корреспондент РАХ (2007). Член СХ СССР (1960; СХР с 1991). Заслуженный художник Российской Федерации (1996). Народный художник Российской Федерации (2002).

## Биография
Родилась 7 января 1931 года в городе Москва в семье известного специалиста по керамике, заслуженного художника РСФСР Эсфирь Михайловны Гинстлинг (1904—1993). Благодаря своей матери Н. Н. Богданова с ранних лет приобщилась к искусству керамики, мать для неё являлась самым строгим судьей. Как говорила Н. Н. Богданова «Во мне всегда был жив творческий опыт моей матери».
С 1953 по 1958 годы обучалась на отделении скульптуры Московского художественного института имени В. И. Сурикова. Учителями Н. Н. Богдановой по отделению скульптуры были крупнейшие советские скульпторы — Н. В. Томский, М. Г. Манизер, Д. П. Шварц и А. Д. Древин. Дипломная работа — «За наших детей» («1905 г.»), руководитель Н. В. Томский.
После выпуска из института Н. Н. Богданова выбрала для себя работу с керамикой. Н. Н. Богданова наряду с Н. И. Жилинской, А. Г. Пологовой и И. Ф. Блюмель являлась одним из новатором нового направления в отечественной керамике — декоративной пластике свободных форм.

Главным и основным материалом для работ Н. Н. Богдановой была глина. Как говорила Н. Н. Богданова: 
Мой материал — драгоценный, всемогущий, всеохватный. Нужно только знать, чего ты хочешь.
 В круг интересов Н. Н. Богдановой входила так же и монументально-декоративная скульптура.

В основе своих работ Н. Н. Богданова стремилась через абстрактные формы выразить те идеи которые её волновали, это идеи — музыки, полёта и воды. Как считала Н. Н. Богданова: 
Ведь эти три стихии присутствуют внутри меня. Мое отношение к полету, к воде, к музыке. Без этих трех стихий я не смогла бы существовать как человек и как художник
Н. Н. Богданова хотела сохранить и развить в творческом плане лучшие традиции русских народных промыслов. В своих начальных работах по керамике Н. Н. Богдановой, видно её увлечение гжельской росписью, эти увлечения выразились в таких её работах как — «Зеленый вечер в Коломенском».
В 1964 году Н. Н. Богданова выполнила серию фигур животных для детской площадки: катальная горка-петух, баран-скамья, два скачущих коня с деревянными сёдлами и стременами из проволоки, прижавшийся к земле кот, птица. Данные скульптуры были представлены в начале 1965 года на выставке «Москва — столица нашей Родины» в Манеже. В этих работах скульптор вдохновлялась русской народной игрушкой. Горка-петух была изготовлена из цветного бетона и установлена во второй половине 1960-х годов на детской площадке в парке на Новопесчаной улице.
В 1967 и в 1969 году Н. Н. Богданова исполнила для фойе театра «Современник» два декоративных рельефа — «Обыкновенная история» и «Трилогия о революции». Некоторые работы для театра «Современник» были выполнены Н. Н. Богдановой в гипсовом и бронзовом материале, в частности — Г. Б. Волчек и О. Н. Ефремова. По мотивам спектаклей театра «Современник» Н. Н. Богдановой была исполнена серия декоративных керамических плиток-сувениров.
Произведения Н. Н. Богдановой входят в коллекции ГМК «Усадьбы Кусково», ГИМ, Всероссийского музея ДПНИ, музея-заповедника «Царицыно», а также в нескольких иных российских и зарубежных музеев, и в частных коллекциях стран СНГ и России. Особое место в творчестве Н. Н. Богдановой занимает садово-парковая скульптура на анималистическую тему, которую она устанавливала в различных парках страны. В арсенале скульптора Н. Н. Богдановой имеется около ста скульптурных и декоративно-прикладных произведений искусства. Среди них различные композиции из числа — «Троица» и «Тысячелетие (К 1000-летию Крещения Руси)», "Театр «Современник», «Архитектура лука» «Звуки музыки», «Волна», и такие работы как — «Мама», «Материнство», «Портрет сына», натюрморт «Мастерская» и множество иных работ.
С 1960 года Н. Н. Богданова была избрана членом Союза художников СССР (с 1991 года — Союза художников России). С 1994 по 2009 годы Н. Н. Богданова была избрана секретарём Правления Союза художников России по декоративно-прикладному искусству.
В 1996 году Н. Н. Богданова было присвоено почётное звание — Заслуженный художник Российской Федерации, в 2002 году — Народный художник Российской Федерации. В 2001 году Н. Н. Богданова была награждена серебряной медалью Российской академии художеств.
В 2007 году Н. Н. Богданова была избрана член-корреспондент Российской академии художеств.
Умерла 3 апреля 2015 года в Москве.

## Семья
Муж: Юрий Петрович Пищулин (1936—2014) — советский и российский культуролог, литературовед, кандидат филологических наук, музейный эксперт, главный редактор журнала «Советский музей»(с 1993 года «Мир Музея»).
Сын: Алексей Юрьевич Пищулин (4 июля 1960), режиссёр-документалист, писатель, главный редактор журнала «Мир Музея», Директор Федерального центра гуманитарных практик.
Внуки: Степан Алексеевич Неклюдов, Тихон Алексеевич Пищулин.

## Награды
- Орден Почёта (2007) — «за заслуги в области культуры и искусства, многолетнюю плодотворную деятельность»
- Серебряная медаль РАХ (2001)

### Звания
- Народный художник Российской Федерации (2002)
- Заслуженный художник Российской Федерации (1996)